# Реликтно језеро
Реликтно језеро је тип тектонског језера које представља остатак некадашњег мора или океана. Настало је издизањем земљишта у пределу мореуза и залива, чиме је дошло до одвајања водене масе од Светског мора и формирања језера. Таква су Касипијско и Аралско језеро, остаци некадашњег Тетиса, као и Островско и Врапчинско језеро у Македонији, остаци некадашњег великог Егејског мора.